# Śrem
Śrem (in tedesco Schrimm) è un comune urbano-rurale polacco del distretto di Śrem, nel voivodato della Grande Polonia.
Ricopre una superficie di 205,83 km² e nel 2006 contava 40101 abitanti.